# Bell 222
Bell 222 je dvomotorni lahki helikopter ameriškega podjetja Bell Helicopter. Načrtovanje lahkega dvomotornega Bellovega helikopterja se je začelo v poznih 1960ih. Bell 222 je imel veliko novosti: dvojne hidravlične in električne sisteme, sponsone za uvlačljiva kolesa in sistem Noda Matic za zmanjševanje vibracij. Na podlagi 222 so zgradili močnejšega Bella 230 in kasneje še večjega Bell 430.
Helikopter je certificiran za enopilotno IFR letenje.

## Specifikacije
Primerjava modelov 222; 222B; 222U;  230
| Model                  | 222                                                        | 222B                                                       | 222U                                                       | 230                                                        |
| ---------------------- | ---------------------------------------------------------- | ---------------------------------------------------------- | ---------------------------------------------------------- | ---------------------------------------------------------- |
| Objava                 | 1974                                                       | 1982                                                       | 1982                                                       | 1990                                                       |
| Prvi let               | 13. avgust 1976                                            | 1982                                                       | 1983                                                       | 12. avgust 1991                                            |
| Certifikacije          | December 1979                                              | Avgust 1982                                                | April 1983                                                 | Marec 1992                                                 |
| Prva dobava            | 1980                                                       | 1982                                                       | 1983                                                       | Novembra 1992                                              |
| Število sedežev        | Pilot+kopilot 4–6 potnikov največ 10 (pilot in 9 potnikov) | Pilot+kopilot 4–6 potnikov največ 10 (pilot in 9 potnikov) | Pilot+kopilot 4–6 potnikov največ 10 (pilot in 9 potnikov) | Pilot+kopilot 4–6 potnikov največ 10 (pilot in 9 potnikov) |
| Višina                 | 11 ft 8 in (3,56 m)                                        | 11 ft 8 in (3,56 m)                                        | 12 ft 2 in (3,71 m)                                        | 11 ft 8 in (3,56 m)                                        |
| Dolžina trupa          | 42 ft 2 in (12,85 m)                                       | 42 ft 2 in (12,85 m)                                       | 42 ft 11 in (12,78 m)                                      | 42 ft 3 in (12,88 m)                                       |
| Premer rotorja         | 40 ft (12,2 m)                                             | 42 ft (12,80 m)                                            | 42 ft (12,80 m)                                            | 42 ft (12,80 m)                                            |
| Skupna dolžina         | 49 ft 6 in (15,1 m)                                        | 50 ft 3 in (15,32 m)                                       | 50 ft 3 in (15,32 m)                                       | 50 ft 3 in (15,32 m)                                       |
| Motor (2x)             | Lycoming LTS-101-650C-3                                    | Lycoming LTS-101-750C                                      | Lycoming LTS-101-750C                                      | Rolls-Royce 250-C30G/2                                     |
| Noč motorja (2x)       | 618 KM (461 kW)                                            | 680 KM (505 kW)                                            | 680 KM (505 kW)                                            | 700 KM (520 kW)                                            |
| Mks. hitrost           | 130 vozlov (149 mph, 240 km/h)                             | 135 vozlov (155 mph, 250 km/h)                             | 135 vozlov (155 mph, 250 km/h)                             | 140 vozlov (161 mph, 260 km/h)                             |
| Hitrost vzpenjanja     | 1,580 ft/min (803 m/s)                                     | 1730 ft/min (8,79 m/s)                                     | 1730 ft/min (8,79 m/s)                                     | ~1600 ft/min (8,13 m/s)                                    |
| Višina leta (servisna) | 12800 ft (3901 m)                                          | 15800 ft (4816 m)                                          | 15800 ft (4816 m)                                          | 15500 ft (4724 m)                                          |
| Višina lebdenja        | ~9000 ft (2743 m)                                          | 10300 ft (3139 m)                                          | 10300 ft (3139 m)                                          | 12400 ft (3780 m)                                          |
| Kapaciteta goriva      | 188+48 am. gal. (710+182 L)                                | 188+48 am. gal. (710+182 L)                                | 188+122 am. gal. (710+460 L)                               | 188+ am. gal. (710+ L)                                     |
| Dolet                  | 324 nmi (372 mi, 600 km)                                   | 378 nmi (434 mi, 700 km)                                   | 386 nmi (559 mi, 900 km)                                   | 378 nmi (434 mi, 700 km)                                   |
| Prazna teža            | 4555 lb (2066 kg)                                          | 4577 lb (2076 kg)                                          | 4537 lb (2058 kg)                                          | 5,097 lb (2,312 kg)                                        |
| Maks. vzletna teža     | 7848 lb (3560 kg)                                          | 8250 lb (3742 kg)                                          | 8250 lb (3742 kg)                                          | 8400 lb (3810 kg)                                          |

Viri: Airliners.net,